# Kimberly-Clark
Kimberly-Clark (рус. «Кимберли-Кларк») — американская корпорация, один из лидеров по выпуску продукции для здравоохранения, личной, профессиональной и промышленной гигиены. Штаб-квартира компании расположена в городе Ирвинг (штат Техас).

## История
Компания была основана в 1872 году Джоном Кимберли (John Kimberly) и Чарльзом Кларком (Charles Clark) в городе Нина (Neenah), штат Висконсин, США. В том же году компания открыла первую в Висконсине бумажную фабрику, производившую газетную бумагу. В 1889 году была открыта новая большая бумажная фабрика, выросший вокруг неё посёлок получил название Кимберли.
В 1914 году в компании был изобретён материал целлюкоттон из багассы (отходов переработки сахарного тростника). В 1920 году начал выпускаться сделанный из него первый продукт компании для потребителей — женские прокладки Kotex, а в 1924 году появились салфетки для лица Kleenex. Поскольку Kimberly-Clark оставалась крупным поставщиком газетной бумаги, эти новые продукты выпускала отдельная компания International Cellucotton Products Company, формально она стала частью Kimberly-Clark только в 1955 году. Кроме того, считается, что корпорация первой изобрела туалетную бумагу в рулонах (1890 год), бумажные полотенца (1907 год) и одноразовую специальную одежду. В 1920-х годах в Канаде было открыто первое зарубежное предприятие. В 1925 году была куплена бумажная фабрика в Мексике, в 1959 году на её основе была создана компания Kimberly-Clark de México.
В 1928 году компания была зарегистрирована под названием Kimberly-Clark Corporation, её акции были размещены на фондовых биржах Нью-Йорка и Чикаго. После Второй мировой войны Kimberly-Clark начала быстро расти за счёт поглощений и, в меньшей степени, открытия новых фабрик. В 1968 году начался выпуск одноразовых подгузников Kimbies, но они не смогли потеснить уже закрепившийся на этом рынке бренд Pampers.
В 1971 году компанию возглавил Дарвин Смит (Darwin E. Smith), под его руководством началась реорганизация Kimberly-Clark. Уже в следующем году были проданы 6 бумажных фабрик и обширные земельные участки в Калифорнии, вырученные средства были направлены на разработку новых потребительских продуктов и их рекламу. В 1978 году были запущены одноразовые подгузники Huggies, уже к 1984 году они заняли 30 % рынка. В начале 1980-х годов начался выпуск товаров для страдающих недержанием под брендом Depend, вскоре этот бренд стал лидером на рынке США.
В 1984 году транспортный отдел компании был преобразован в региональную коммерческую авиакомпанию Midwest Express. Старт у неё был совсем неудачный, в 1985 году один из самолётов разбился, и погиб 31 человек, но к 1989 году она начала приносить прибыль, число направлений выросло до 15 городов. В 1995 году Midwest была выделена в самостоятельную компанию, в 2007 году выкуплена группой частных инвесторов, продавших её в 2008 году Republic Airways Holdings, в 2010 году прекратила существование.
В 1985 году штаб-квартира Kimberly-Clark была перенесена из Висконсина в Техас. В период с 1988 по 1992 год компания вложила около 1 млрд долларов в строительство фабрик в Европе, таким образом значительно увеличив своё присутствие в этом регионе. В 1995 году Kimberly-Clark завершила крупнейшую сделку в своей истории — слияние с компанией Scott Paper Company, которое оценивалось в 9,4 млрд долларов.
В 2000-х годах Kimberly-Clark поглотила несколько компаний, в частности, производителя медицинских масок Tecnol (2000 год), компанию Safeskin (производитель медицинских перчаток), компанию Ballard (производитель устройств, помогающих снизить боль после операций и травм).

## Собственники и руководство
Акции компании котируются на Нью-Йоркской фондовой бирже. Крупнейшими институциональными инвесторами по состоянию на 2024 год были Vanguard Fiduciary Trust Co. (8,96 %), BlackRock Advisors LLC (7,43 %), State Street Corporation (5,41 %), Charles Schwab Investment Management, Inc. (2,88 %), Geode Capital Management (2,22 %).
Майкл Хсу (Michael D. Hsu, род. в 1964 году) — председатель совета директоров и генеральный директор с 2019 года, в компании с 2012 года. Прежние места работы включают Kraft Foods, H.J. Heinz и Booz Allen Hamilton.

## Деятельность
Основные торговые марки компании — Huggies, Kleenex, Kotex, Scott, Kimcare, Wypall, Kimtech, KleenGuard. Производственные мощности компании в 2023 году насчитывали 82 предприятия в 33 странах, в том числе 28 в США. Продукция в основном сбывается через розничные сети, на Walmart приходится 13 % продаж. Выручка Kimberly-Clark за 2023 год составила 20,4 млрд долларов, из них 54 % пришлось на Северную Америку.
Подразделения компании по состоянию на 2023 год:
- личная гигиена — производство одноразовых подгузников, гигиенических прокладок и влагопоглощающих подстилок под брендами Huggies, Pull-Ups, Little Swimmers, GoodNites, DryNites, Sweety, Kotex, U by Kotex, Intimus, Thinx, Poise, Depend, Plenitud, Softex; 52 % выручки;
- потребительские материалы — производство туалетной бумаги, бумажных полотенец и салфеток под брендами Kleenex, Scott, Cottonelle, Andrex, Viva, Scottex; 31 % выручки;
- профессиональные товары — выпуск продукции для профессионального применения, включая салфетки, полотенца, средства индивидуальной защиты, мыло и антисептики под брендами Kleenex, Scott, WypAll, Kimtech и KleenGuard; 17 % выручки.

### «Кимберли-Кларк» в СНГ
Компания «Кимберли-Кларк» открыла своё представительство в России в 1996 году. В 1997 году компания уже начала осуществлять отгрузки продукции в Казахстан, Грузию и Украину. В 1999 году приступил к работе офис «Кимберли-Кларк» на Украине. С 2001 года компания открыла 5 складов в России и СНГ для хранения продукции, ввозимой из стран Западной Европы и Южной Кореи.
Летом 2010 года компания запустила завод по производству средств личной гигиены в Московской области, около города Ступино, приблизительно в 100 км на юго-восток от Москвы, занимающий площадь около 40 га. Завод производит продукцию для личной гигиены под торговой маркой Huggies.